# Khúc côn cầu trên cỏ tại Đại hội Thể thao châu Á 2014 – Giải đấu Nữ
Khúc côn cầu trên cỏ tại Đại hội Thể thao châu Á 2014 dành cho nữ được tổ chức tại Incheon, Hàn Quốc từ ngày 22 tháng 9 đến ngày 1 tháng 10 năm 2014.
Đây là lần thứ năm đội tuyển Hàn Quốc vô địch sau khi đánh bại đội tuyển Trung Quốc 1–0 trong trận chung kết.

## Lịch thi đấu
Tất cả các giờ đều là Giờ chuẩn Hàn Quốc (UTC+09:00)
| SL | Vòng sơ loại | ½ | Bán kết | HCĐ | Tranh huy chương đồng | HCV | Tranh huy chương vàng |

| Thứ 2 22/9 | Thứ 3 23/9 | Thứ 4 24/9 | Thứ 5 25/9 | Thứ 6 26/9 | Thứ 7 27/9 | CN 28/9 | Thứ 2 29/9 | Thứ 3 30/9 | Thứ 4 1/10 | Thứ 4 1/10 |
| ---------- | ---------- | ---------- | ---------- | ---------- | ---------- | ------- | ---------- | ---------- | ---------- | ---------- |
| SL         |            | SL         |            | SL         |            |         | ½          |            | HCĐ        | HCV        |

## Trọng tài
Các trọng tài sau đây được chỉ định bởi FIH và AHF để điều hành giải đấu:
- Laurine Delforge (BEL)
- Megan Robertson (CAN)
- Miao Lin (CHN)
- Chen Mei-chen (TPE)
- Claire Adenot (FRA)
- Nirmla Dagar (IND)
- Emi Yamada (JPN)
- Amina Dyussembekova (KAZ)
- Nur Hafizah Azman (MAS)
- Kang Hyun-young (KOR)
- Ornpimol Kittiteerasopon (THA)

## Đội hình thi đấu
| Trung Quốc | Hồng Kông | Ấn Độ | Nhật Bản |
| --- | --- | --- | --- |
| - Li Dongxiao - Wang Mengyu - Huang Ting - Xu Xiaoxu - De Jiaojiao - Cui Qiuxia - Wu Mengrong - Xi Xiayun - Peng Yang - Liang Meiyu - Wang Na - Li Hongxia - Zhang Xiaoxue - Sun Xiao - Zhao Yudiao - Song Qingling | - Yip Ting Wai - Grace Wong - Tiffany Chan - Janet Ho - Cheung Ka Po - Wong Ching Lung - Kirsten McNeil - Aliya Iqbal Khan - Weeraya Ho - Chan Ching Nam - Ho Yuen Shan - Chan Ka Yee - Mok Ka Man - Lau Pui Sze - Kwok Wing Yan - Yii Sui Suet | - Navjot Kaur - Deep Grace Ekka - Monika Malik - Thokchom Chanchan Devi - Savita Punia - Ritu Rani - Poonam Rani - Vandana Kataria - Deepika Thakur - Namita Toppo - Jaspreet Kaur - Sunita Lakra - Sushila Chanu - Rani Rampal - Amandeep Kaur - Lilima Minz | - Yuka Yoshikawa - Shiho Sakai - Keiko Manabe - Kana Nomura - Miyuki Nakagawa - Akiko Ota - Shiho Otsuka - Mayumi Ono - Shihori Oikawa - Mazuki Arai - Akane Shibata - Aki Mitsuhashi - Ayaka Nishimura - Yuri Nagai - Hazuki Nagai - Yoshino Kasahara                                                                            |
| Kazakhstan | Malaysia | Hàn Quốc | Thái Lan |
| - Guzal Bakhavaddin - Assel Mukasheva - Aizhan Bulebayeva - Natalya Sazontova - Aigerim Makhanova - Gulim Idrissova - Talshyn Bauyrzhanova - Vera Domashneva - Gulnara Imangaliyeva - Guzal Urmanova - Alissa Chepkassova - Irina Dobrioglo - Natalya Gataulina - Olga Sheveleva - Symbat Sabazova - Viktoriya Shaimardanova | - Farah Ayuni Yahya - Norhasikin Halim - Nurul Nabihah Mansur - Noor Hasliza - Raja Norsharina - Siti Noor Amarina Ruhaini - Juliani Mohd Din - Norbaini Hashim - Siti Shahida Saad - Norazlin Sumantri - Nadia Abdul Rahman - Nurul Safiqah Mat Isa - Fazilla Sylvester Silin - Siti Noor Hafiza Zainordin - Rabiatul Adawiyah - Nuraini Abdul Rashid | - Heo Jae-seong - Kim Hyun-ji - Shin Hye-jeong - An Hyo-ju - Han Hye-lyoung - Park Mi-hyun - Kim Jong-eun - Kim Da-rae - Cho Eun-ji - Seo Jung-eun - Kim Ok-ju - Oh Sun-soon - Park Ki-ju - Jang Soo-ji - Lee Young-sil - Cheon Eun-bi                        | - Jesdaporn Tongsun - Praphatson Khuiklang - Salocha Losakul - Sirikwan Wongkaew - Kanyanut Nakpolkrung - Tikhamporn Sakunpithak - Kanya Jantapet - Chantree Yungyuen - Sukanya Ritngam - Boonta Duangurai - Supansa Samanso - Pawinee Boonkrajang - Anongnat Piresram - Kornkanok Sanpoung - Siraya Yimkrajang - Jongjit Boonmee |

## Kết quả
Tất cả các giờ đều là Giờ chuẩn Hàn Quốc (UTC+09:00)

### Vòng sơ loại

#### Bảng A
| VT | Đội        | ST | T | H | B | BT | BB | HS | Đ | Giành quyền tham dự |
| -- | ---------- | -- | - | - | - | -- | -- | -- | - | ------------------- |
| 1  | Trung Quốc | 3  | 3 | 0 | 0 | 8  | 1  | +7 | 9 | Bán kết             |
| 2  | Ấn Độ      | 3  | 2 | 0 | 1 | 10 | 3  | +7 | 6 | Bán kết             |
| 3  | Malaysia   | 3  | 1 | 0 | 2 | 3  | 8  | −5 | 3 |                     |
| 4  | Thái Lan   | 3  | 0 | 0 | 3 | 1  | 10 | −9 | 0 |                     |

| 22 tháng 9 năm 2014 13:00 |

| Trung Quốc | 1–0     | Malaysia |
| ---------- | ------- | -------- |
| Wu 41'     | Báo cáo |          |

| Trọng tài: Claire Adenot (FRA) Nirmla Dagar (IND) |

| 22 tháng 9 năm 2014 17:00 |

| Ấn Độ                         | 3–0     | Thái Lan |
| ----------------------------- | ------- | -------- |
| Poonam 15', 40' · Deepika 53' | Báo cáo |          |

| Trọng tài: Miao Lin (CHN) Chen Mei-chen (TPE) |

| 24 tháng 9 năm 2014 15:00 |

| Malaysia               | 2–1     | Thái Lan        |
| ---------------------- | ------- | --------------- |
| Fazilla 24' · Siti 27' | Báo cáo | Sakunpithak 53' |

| Trọng tài: Emi Yamada (JPN) Megan Robertson (CAN) |

| 24 tháng 9 năm 2014 17:00 |

| Ấn Độ        | 1–2     | Trung Quốc           |
| ------------ | ------- | -------------------- |
| Jaspreet 23' | Báo cáo | Liang 19' · Zhao 59' |

| Trọng tài: Kang Hyun-young (KOR) Nur Hafizah Azman (MAS) |

| 26 tháng 9 năm 2014 15:00 |

| Trung Quốc                                    | 5–0     | Thái Lan |
| --------------------------------------------- | ------- | -------- |
| Wang M. 3', 5' · Peng 13' · Zhao 28' · Xi 33' | Báo cáo |          |

| Trọng tài: Amina Dyussembekova (KAZ) Megan Robertson (CAN) |

| 26 tháng 9 năm 2014 17:00 |

| Malaysia  | 1–6     | Ấn Độ                                                      |
| --------- | ------- | ---------------------------------------------------------- |
| Nadia 41' | Báo cáo | Rani 4', 20' · Jaspreet 9', 39' · Namita 17' · Vandana 50' |

| Trọng tài: Laurine Delforge (BEL) Ornpimol Kittiteerasopon (THA) |

#### Bảng B
| VT | Đội        | ST | T | H | B | BT | BB | HS  | Đ | Giành quyền tham dự    |
| -- | ---------- | -- | - | - | - | -- | -- | --- | - | ---------------------- |
| 1  | Hàn Quốc   | 3  | 3 | 0 | 0 | 21 | 0  | +21 | 9 | Advance to Semi-finals |
| 2  | Nhật Bản   | 3  | 2 | 0 | 1 | 22 | 2  | +20 | 6 | Advance to Semi-finals |
| 3  | Kazakhstan | 3  | 1 | 0 | 2 | 5  | 19 | −14 | 3 |                        |
| 4  | Hồng Kông  | 3  | 0 | 0 | 3 | 0  | 27 | −27 | 0 |                        |

| 22 tháng 9 năm 2014 15:00 |

| Nhật Bản | 14–0    | Hồng Kông |
| --- | ------- | --------- |
| Oikawa 2' · Arai 8', 20' · Nishimura 10', 57' · Otsuka 12' · Shibata 29', 46' · Nomura 30', 38' · Sakai 44' · Mitsuhashi 54' · Ono 57', 59' | Báo cáo |           |

| Trọng tài: Amina Dyussembekova (KAZ) Nur Hafizah Azman (MAS) |

| 22 tháng 9 năm 2014 19:00 |

| Hàn Quốc                                                                                      | 11–0    | Kazakhstan |
| --------------------------------------------------------------------------------------------- | ------- | ---------- |
| Kim D. 2', 50' · Oh 12', 22', 24' · Kim O. 28', 60' · Kim J. 29', 43' · Han 32' · Park M. 46' | Báo cáo |            |

| Trọng tài: Laurine Delforge (BEL) Ornpimol Kittiteerasopon (THA) |

| 24 tháng 9 năm 2014 13:00 |

| Kazakhstan                                                                        | 5–0     | Hồng Kông |
| --------------------------------------------------------------------------------- | ------- | --------- |
| Sazontova 10' · Imangaliyeva 22' · Bulebayeva 26' · Gataulina 50' · Mukasheva 52' | Báo cáo |           |

| Trọng tài: Nirmla Dagar (IND) Chen Mei-chen (TPE) |

| 24 tháng 9 năm 2014 19:00 |

| Nhật Bản | 0–2     | Hàn Quốc            |
| -------- | ------- | ------------------- |
|          | Báo cáo | Kim D. 13' · Oh 24' |

| Trọng tài: Miao Lin (CHN) Claire Adenot (FRA) |

| 26 tháng 9 năm 2014 13:00 |

| Kazakhstan | 0–8     | Nhật Bản                                                           |
| ---------- | ------- | ------------------------------------------------------------------ |
|            | Báo cáo | Arai 6', 11', 52' · Shibata 13', 15' · Ono 17', 50' · Kasahara 25' |

| Trọng tài: Kang Hyun-young (KOR) Chen Mei-chen (TPE) |

| 26 tháng 9 năm 2014 19:00 |

| Hàn Quốc                                                              | 8–0     | Hồng Kông |
| --------------------------------------------------------------------- | ------- | --------- |
| Lee 8', 35' · Heo 10' · Kim H. 11', 45' · Cheon 13', 49' · Kim J. 29' | Báo cáo |           |

| Trọng tài: Emi Yamada (JPN) Nirmla Dagar (IND) |

## Vòng phân hạng

### Phân loại hạng 5-8

#### Hạng thứ bảy và tám
| 29 tháng 9 năm 2014 14:00 |

| Thái Lan                                             | 5–0     | Hồng Kông |
| ---------------------------------------------------- | ------- | --------- |
| Wongkaew 2' · Sakunpithak 6', 56', 58' · Losakul 32' | Báo cáo |           |

| Trọng tài: Emi Yamada (JPN) Amina Dyussembekova (KAZ) |

#### Hạng thứ năm và sáu
| 1 tháng 10 năm 2014 14:00 |

| Malaysia                                                                                          | 8–0     | Kazakhstan |
| ------------------------------------------------------------------------------------------------- | ------- | ---------- |
| Rabiatul 20' · Norbaini 38' · Norazlin 38' · Nuraini 45', 53', 55' · Norhasikin 51' · Fazilla 56' | Báo cáo |            |

| Trọng tài: Ornpimol Kittiteerasopon (THA) Megan Robertson (CAN) |

### Phân loại hạng 1-4
|  | Bán kết    | Bán kết  |                       |   | Tranh huy chương vàng | Tranh huy chương vàng |
|  |            |          |                       |   |                       |                       |
|  | 29 tháng 9 |          |                       |   |                       |                       |
|  |            |          |                       |   |                       |                       |
|  | Trung Quốc | 1        |                       |   |                       |                       |
|  | Trung Quốc | 1        | 1 tháng 10            |   |                       |                       |
|  | Nhật Bản   | 0        |                       |   |                       |                       |
|  | Nhật Bản   | 0        | Trung Quốc            | 0 |                       |                       |
|  | 29 tháng 9 |          | Trung Quốc            | 0 |                       |                       |
|  |            | Hàn Quốc | 1                     |   |                       |                       |
|  | Hàn Quốc   | Hàn Quốc | 1                     | 3 |                       |                       |
|  | Hàn Quốc   |          |                       | 3 |                       |                       |
|  | Ấn Độ      | 1        |                       |   |                       |                       |
|  | Ấn Độ      | 1        | Tranh huy chương đồng |   |                       |                       |
|  |            |          |                       |   |                       |                       |
|  | 1 tháng 10 |          |                       |   |                       |                       |
|  |            |          |                       |   |                       |                       |
|  | Nhật Bản   | 1        |                       |   |                       |                       |
|  | Nhật Bản   | 1        |                       |   |                       |                       |
|  | Ấn Độ      | 2        |                       |   |                       |                       |

#### Bán kêt
| 29 tháng 9 năm 2014 16:30 |

| Trung Quốc  | 1–0     | Nhật Bản |
| ----------- | ------- | -------- |
| Wang M. 57' | Báo cáo |          |

| Trọng tài: Laurine Delforge (BEL) Kang Hyun-young (KOR) |

| 29 tháng 9 năm 2014 19:00 |

| Hàn Quốc                          | 3–1     | Ấn Độ      |
| --------------------------------- | ------- | ---------- |
| Kim D. 3' · Han 28' · Park M. 42' | Báo cáo | Namita 11' |

| Trọng tài: Miao Lin (CHN) Nur Hafizah Azman (MAS) |

#### Tranh huy chương đồng
| 1 tháng 10 năm 2014 16:30 |

| Nhật Bản    | 1–2     | Ấn Độ                      |
| ----------- | ------- | -------------------------- |
| Shibata 41' | Báo cáo | Jaspreet 23' · Vandana 42' |

| Trọng tài: Kang Hyun-young (KOR) Miao Lin (CHN) |

#### Tranh huy chương vàng
| 1 tháng 10 năm 2014 19:00 |

| Trung Quốc | 0–1     | Hàn Quốc   |
| ---------- | ------- | ---------- |
|            | Báo cáo | Kim D. 41' |

| Trọng tài: Claire Adenot (FRA) Laurine Delforge (BEL) |

## Thống kê

### Bảng xếp hạng cuối cùng
Theo quy ước thống kê trong môn khúc côn cầu trên cỏ, các trận đấu kết thúc sau khi diễn ra hiệp phụ được tính là thắng và thua, còn các trận đấu được quyết định bởi đá luân lưu được tính là hòa.
| VT | Đội        | ST | T | H | B | BT | BB | HS  | Đ  | Status                                       |
| -- | ---------- | -- | - | - | - | -- | -- | --- | -- | -------------------------------------------- |
| 1  | Hàn Quốc   | 5  | 5 | 0 | 0 | 25 | 1  | +24 | 15 | Đủ điều kiện tham dự Thế vận hội Mùa hè 2016 |
| 2  | Trung Quốc | 5  | 4 | 0 | 1 | 9  | 2  | +7  | 12 |                                              |
| 3  | Ấn Độ      | 5  | 3 | 0 | 2 | 13 | 7  | +6  | 9  |                                              |
| 4  | Nhật Bản   | 5  | 2 | 0 | 3 | 23 | 5  | +18 | 6  |                                              |
| 5  | Malaysia   | 4  | 2 | 0 | 2 | 11 | 8  | +3  | 6  |                                              |
| 6  | Kazakhstan | 4  | 1 | 0 | 3 | 5  | 27 | −22 | 3  |                                              |
| 7  | Thái Lan   | 4  | 1 | 0 | 3 | 6  | 10 | −4  | 3  |                                              |
| 8  | Hồng Kông  | 4  | 0 | 0 | 4 | 0  | 32 | −32 | 0  |                                              |

### Cầu thủ ghi bàn
Đã có 92 bàn thắng ghi được trong 18 trận đấu, trung bình 5.11 bàn thắng mỗi trận đấu.
5 bàn thắng
- Mazuki Arai
- Akane Shibata
- Kim Da-Rae

4 bàn thắng
- Jaspreet Kaur
- Mayumi Ono
- Oh Sun-Soon
- Tikhamporn Sakunpithak

3 bàn thắng
- Wang Mengyu
- Nuraini Rashid
- Kim Jong-Eun

2 bàn thắng
- Zhao Yudiao
- Vandana Kataria
- Rani Rampal
- Poonam Rani
- Namita Toppo
- Ayaka Nishimura
- Kana Nomura
- Fazilla Sylvester
- Cheon Eun-Bi
- Han Hye-Lyoung
- Kim Hyun-Ji
- Kim Ok-Ju
- Park Mi-Hyun
- Lee Young-Sil

1 bàn thắng
- Liang Meiyu
- Wu Mengrong
- Xi Xiayun
- Peng Yang
- Deepika Thakur
- Yoshino Kasahara
- Aki Mitsuhashi
- Shihori Oikawa
- Shiho Otsuka
- Shiho Sakai
- Natalya Sazontova
- Gulnara Imangaliyeva
- Aizhan Bulebayeva
- Natalya Gataulina
- Assel Mukasheva
- Norhasikin Halim
- Norbaini Hashim
- Rabiatul Mohamed
- Nadia Rahman
- Siti Ruhani
- Norazlin Sumantri
- Heo Jae-Seong
- Salocha Losakul
- Sirikwan Wongkaew

Nguồn: FIH